# Orange橘色奇蹟
《orange橘色奇蹟》是高野莓創作的日本漫畫。最初於《別冊瑪格麗特》（集英社）2012年4月號至12月號連載後休刊，之後轉至《月刊Action》（雙葉社）2014年2月號至2015年10月號進行不定期連載。集英社版單行本全2冊、雙葉社版單行本全7冊，並在世界9個國家翻譯出版。

## 故事概要
高宮菜穗在高二那年收到一封信，寄信人竟是10年後的自己。未來的菜穗有許多後悔的回憶，為了不讓現在的菜穗出現相同的悔恨才寄來這封信。從她進教室的這一刻，信中所寫的事情都一一成真。菜穗此後也慢慢了解，從轉學生成瀨翔來到班上的第一天，到他意外離世的這段期間，自己的一舉一動都有可能扭轉未來，原本會離開人世的翔，可能會因此存在於10年後的未來。但真正的重點並非做出怎樣的選擇，而是要拯救翔的心，才有可能讓未來的菜穗不再留下遺憾。現實能否與未來的10年有所交錯，菜穗的決定是最終關鍵……

## 登場人物
高宮菜穗（Naho Takamiya，配音：花澤香菜／演員：土屋太鳳）
本作女主角。具有將他人的幸福視為比自己更優先的拘謹性格，對轉學生成瀨翔有好感。因收到10年後的自己寫的信，而得知即將於未來發生的一切人事物。受到未來的自己所託，希望能拯救翔的心，阻止他自殺輕生。10年後與須和結婚，兩人育有一子。
在TV動畫結局，成功挽救了翔的性命。劇場版則是做出與平行世界不同的選擇，跟翔在一起。
成瀬翔（Kakeru Naruse，配音：山下誠一郎／演員：山崎賢人）
來自東京的轉學生。非常擅長足球。
幼年時期雙親離異，與母親一起回到祖母家，母親（配音：能登麻美子／演員：森口瑤子）過世後（患有憂鬱症，在車內服藥自殺）寄住在祖母（配音：高島雅羅／演員：草村禮子）家。喜歡菜穗。但在17歳時，獨自衝向疾駛而來的卡車自殺身亡。因10年後的自己來信，他們得知翔會自殺，最後被菜穗他們所拯救。
劇場版中，存活下來的翔和菜穗結婚，育有一子。
須和弘人（Hiroto Suwa，配音：古川慎／演員：龍星涼）
菜穗的同班同學。學校足球社隊員，邀請翔一起加入足球社。暗戀菜穗，另一方面，也收到10年後的自己寄來的信，受到未來的自己所託，所以全力支援菜穗和翔的戀情。10年後與菜穗結婚，兩人育有一子。
劇場版中，由於翔存活下來，仍堅持當初的決定，促成翔與菜穗結為連理。
村坂梓（Azusa Murasaka，配音：高森奈津美／演員：清水胡桃）
菜穗的同班同學。家中經營麵包店。在團體當中居於氣氛製造者般的立場，常常和萩田鬥嘴。與其他人一起撮合菜穗和翔。
茅野貴子（Takako Chino，配音：衣川里佳／演員：山崎紘菜）
菜穗的同班同學。性格爽快，外表看似很酷，實際上是很為同伴着想的人。是個有話直說的人，菜穗被學姊找麻煩時跳出來幫菜穗出頭。10年後從長髮變為短髮。與其他人一起撮合菜穗和翔。
萩田朔（Saku Hagita，配音：興津和幸／演員：櫻田通）
菜穗的同班同學。戴眼鏡，超級愛搞笑。有著難以捉摸的性格，經常打圓場。超級不擅長運動，常常和梓鬥嘴。10年後的他沒有戴眼鏡。與其他人一起撮合菜穗和翔。
上田莉緒（Rio Ueda，配音：佐倉綾音／演員：真野惠里菜）
菜穗的學姊，高中三年級生。在平行世界為翔的前女友，但翔因自己並非真心喜歡她，而且菜穗不答應翔跟她交往，所以很快就分手了。

## 出版書籍

### 漫畫

#### 集英社版
- 高野莓「orange」，集英社〈Margaret Comics〉，全2冊

| 卷數 | 集英社         | 集英社                 | 連載時期                            |
| 卷數 | 發售日期       | ISBN                   | 連載時期                            |
| ---- | -------------- | ---------------------- | ----------------------------------- |
| 1    | 2012年7月25日  | ISBN 978-4-08-846804-4 | 《別冊瑪格麗特》2012年4月號－7月號  |
| 2    | 2012年11月22日 | ISBN 978-4-08-846861-7 | 《別冊瑪格麗特》2012年8月號－11月號 |

#### 雙葉社版
- 高野莓「orange橘色奇蹟」，雙葉社〈ACTION COMICS〉，全7冊。台灣中文版由東立出版社代理，趙聖媛譯。

| 卷數 | 雙葉社         | 雙葉社                                                       | 東立出版社    | 東立出版社             | 連載時期 | 附錄                     |
| 卷數 | 發售日期       | ISBN                                                         | 發售日期      | ISBN                   | 連載時期 | 附錄                     |
| ---- | -------------- | ------------------------------------------------------------ | ------------- | ---------------------- | --- | ------------------------ |
| 1    | 2013年12月25日 | ISBN 978-4-575-84323-1                                       | 2015年4月22日 | ISBN 978-986-365-695-1 | 《別冊瑪格麗特》2012年4月號－7月號 | 「春色宇宙飛行員」第1話  |
| 2    | 2013年12月25日 | ISBN 978-4-575-84324-8                                       | 2015年4月22日 | ISBN 978-986-365-696-8 | 《別冊瑪格利特》2012年8月號－11月號 | 「春色宇宙飛行員」第2話  |
| 3    | 2014年8月22日  | ISBN 978-4-575-84470-2                                       | 2016年1月22日 | ISBN 978-986-365-697-5 | 《別冊瑪格利特》2012年12月號 《月刊ACTION》2014年4月號、6月號－7月號                                                                     | 「春色宇宙飛行員」第3話  |
| 4    | 2015年2月20日  | ISBN 978-4-575-84575-4                                       | 2016年2月2日  | ISBN 978-986-382-965-2 | 《月刊ACTION》2014年10月號－2015年2月號                                                                                                  | 「春色宇宙飛行員」第4話  |
| 5    | 2015年11月12日 | ISBN 978-4-575-84709-3                                       | 2016年3月17日 | ISBN 978-986-462-601-4 | 《月刊ACTION》2015年6月號－2015年10月號                                                                                                  | 「春色宇宙飛行員」最終話 |
| 6    | 2017年5月31日  | ISBN 978-4-575-84987-5 ISBN 978-4-575-84988-2（附DVD限定版） | 2018年7月19日 | ISBN 978-957-261-266-8 | 《月刊ACTION》2017年3月號（orange～未來～） 《月刊ACTION》2016年12月號－2017年2月號（orange～須和弘人～） 全新作品（orange～大切な人～） | 番外篇                   |
| 7    | 2022年4月12日  | ISBN 978-4-575-85705-4                                       | 2024年1月12日 | ISBN 978-626-360-172-7 | | 番外篇                   |

#### 單行本未收錄作品
- orange 特別版（《月刊ACTION》2016年4月號）
- orange～芽野貴子～[7][10]（《月刊ACTION》2017年7月號）

### 小說
- 時海結以（著）／高野莓（原作、插圖）《orange》（雙葉文庫）全3冊。台灣中文版由悅知文化出版，黃薇嬪譯。

| 卷數 | 雙葉社         | 雙葉社                 | 悅知文化       | 悅知文化               |
| 卷數 | 發售日期       | ISBN                   | 發售日期       | ISBN                   |
| ---- | -------------- | ---------------------- | -------------- | ---------------------- |
| 1    | 2015年7月18日  | ISBN 978-4-575-23911-9 | 2016年8月1日   | ISBN 978-986-933-713-7 |
| 2    | 2015年11月20日 | ISBN 978-4-575-23930-0 | 2016年8月1日   | ISBN 978-986-933-714-4 |
| 3    | 2016年3月18日  | ISBN 978-4-575-23951-5 | 2016年10月28日 | ISBN 978-986-937-484-2 |

- 蒔田陽平（著）／高野莓（原作）《電影小說 orange》（雙葉文庫）

| 卷數 | 雙葉社         | 雙葉社                 |
| 卷數 | 發售日期       | ISBN                   |
| ---- | -------------- | ---------------------- |
| 全   | 2015年11月12日 | ISBN 978-4-575-51839-9 |

## 電影
2015年12月12日於日本上映，東寶電影公司出品。7月20日公佈演員人選，歷經3個半月的拍攝之後火速上映。全片在長野縣松本市拍攝（部分場景在鹽尻市、飯田市拍攝）。9月1日電影拍攝完成，同年10月11日正式殺青。本片為導演橋本光二郎首部長篇電影執導作品。由NHK晨間劇《小希》女主角土屋太鳳主演。同劇中飾演男主角暨丈夫的山崎賢人亦參與本片的演出，這是兩人繼晨間劇《小希》之後的二度合作之影視作品。

### 登場人物與演員
- 高宮菜穂：土屋太鳳
- 成瀬翔：山崎賢人
- 須和弘人：龍星涼
- 茅野貴子：山崎紘菜
- 萩田朔：櫻田通
- 村坂梓：清水胡桃（日语：清水くるみ）
- 中野幸路：鶴見辰吾
- 上田莉緒：真野惠里菜
- 成瀬美由紀：森口瑤子
- 成瀬初乃：草村礼子
- 小店店員：原山紅花（前信州電視台主播）※飾演鯛魚燒店店員
- 加藤遥：内田菜月
- 佐佐木由衣：須賀一天
- 其他演員：安田聖愛、佐佐木萌詠、栗原卓也、岡駿斗、松澤有紗、笠松將、瀨戸佳穗、栗原沙也加、村田優一

### 製作團隊
- 導演：橋本光二郎
- 主題歌：可苦可樂「未來」（日本華納音樂）[13]
- 編劇：金子亞里莎
- 配樂：大友良英
- 攝影：鍋島淳裕
- 照明：香月吉
- 錄音：久野貴司
- 美術：古積弘二
- 裝飾：鈴村高正
- 編審：瀧田隆一
- 製作：市川南
- 共同製作：戸塚源久、山本浩、岩田天植、吉川英作、髙橋誠、宮本直人
- 執行製作：山内章弘
- 企劃：石黑裕亮
- 製作人：神戸明
- 製片：阿久根裕行
- 製作統括：佐藤毅
- 責任製作：今子堅太郎
- 副導演：豬腰弘之
- 出品：東寶
- 製作公司：東寶
- 製作：「orange橘色奇蹟」製作委員會（東寶、雙葉社、博報堂DY媒體控股公司、日本出版販賣、KDDI、GYAO!）

### 拍攝地點
- 長野縣松本市（縣之森公園、繩手通商店街、須須岐水神社、弘法山古墳）、長野縣飯田工業高等學校（長野縣飯田市）、田川高等學校（長野縣鹽尻市）、明科高等學校（長野縣安曇野市）、御射鹿池（長野縣茅野市）、入笠牧場（長野縣伊那市高遠町）等

## 電視動畫
2016年7月起於TOKYO MX、AT-X等多家電視台播出。共13話。

### 登場人物與配音員
- 高宮菜穗：花澤香菜
- 成瀬翔：山下誠一郎
- 須和弘人：古川慎
- 萩田朔：興津和幸
- 村坂梓：高森奈津美
- 茅野貴子：衣川里佳
- 上田莉緒：佐倉綾音
- 成瀬翔（孩童時代）：藤田茜
- 菜穗的母親：井上喜久子
- 菜穗的父親：坪井智浩
- 翔的母親：能登麻美子
- 翔的祖母：高島雅羅
- 須和的母親：淺野真澄
- 須和的父親：廣田實
- 梓的母親：山口享佑子
- 梓的父親：江川央生
- 長坂：寺島惇太
- 穗高：本橋大輔
- 青木：石毛翔彌
- 大谷：後藤沙織
- 鹽尻：秋奈
- 岡谷：秋月炯
- 伊那：櫻庭有紗
- 波田：結城飛鳥
- 原：小嶋紗里
- 長野：黑木穗乃香
- 大月：吉森未沙希
- 朝日：内田愛美
- 中山：峯田大夢
- 中野老師：志村知幸
- 班導師：白川周作
- 英語老師：淺川悠
- 數學老師：利根健太郎
- 古文老師：佐藤春男
- 現代國語老師：高橋圭一
- 保健室老師：加藤裕梨
- 校長：佐佐健太
- 圭惠（タマエ）：大空直美
- 真理惠（マリエ）：北川里奈
- 美鈴：長繩麻理亞

### 製作團隊
- 原作：高野莓
- 導演：濱崎博嗣
- 系列導演：中山奈緒美
- 助理導演：山田卓（第2－13話）
- 劇本：柿原優子
- 人物設定、總作畫監督：結城信輝
- 道具設定：鈴木政彦、合田真粧美（日语：合田真さ美）
- 美術設定：藤瀬智康
- 美術監督：市倉敬
- 色彩設計：橋本賢
- 攝影監督：並木智
- 電腦繪圖監督：武田雅由
- 編輯：笠原義宏
- 音響監製：長崎行男（日语：長崎行男）
- 音樂：堤博明（日语：堤博明）
- 音樂制作：東寶
- 音樂監製：三上政高
- 監製：林郁美、吉澤隆
- 動畫監製：諸澤昌男
- 動畫製作：Telecom Animation Film
- 製作協助：TMS娛樂
- 製作：「orange橘色奇蹟」製作委員會

### 主題曲
片頭曲「光的碎片」
作詞、作曲、主唱：高橋優，編曲：池窪浩一、高橋優
片尾曲「未來」
作詞：小淵健太郎，作曲：小淵健太郎、黑田俊介，編曲、主唱：可苦可樂
插曲「山谷裡的百合子」（第5話）
作詞：濱崎博嗣，作曲：堤博明，主唱：堤博明

### 各話列表
| 話數        | 劇本       | 分鏡                         | 演出                   | 作畫監督                                                                                   | 總作畫監督        | 原作              |
| ----------- | ---------- | ---------------------------- | ---------------------- | ------------------------------------------------------------------------------------------ | ----------------- | ----------------- |
| LETTER01    | 柿原優子   | 濱崎博嗣                     | 小澤一敬               | 北尾勝、奥田佳子                                                                           | 結城信輝          | LETTER1           |
| LETTER02    | 柿原優子   | 中山奈緒美                   | 栗山貴行               | 赤池裕樹、德田夢之介、阿部弘樹 瀧川和男、石井由美子、柳瀨讓二 櫻井拓郎、中村真悟、羽野廣範 | 北尾勝            | LETTER2           |
| LETTER03    | 國澤真理子 | 大原實                       | 山田卓                 | 高須美野子、白井裕美子                                                                     | 北尾勝            | LETTER3           |
| LETTER04    | 久尾步     | 佐野隆史                     | 矢野孝典               | 藤田麻里子                                                                                 | 北尾勝 高須美野子 | LETTER4           |
| LETTER05    | 柿原優子   | 木村延景                     | 木村延景               | 朴昊烈、高田三郎                                                                           | 北尾勝 高須美野子 | LETTER5 LETTER6   |
| LETTER06    | 國澤真理子 | 小澤一敬                     | 山田卓                 | 白井裕美子、谷野美帆、田口麻美                                                             | 北尾勝 高須美野子 | LETTER7 LETTER8   |
| LETTER07    | 久尾步     | 菊池聰延                     | 菊池聰延               | 菊池聰延、古賀誠                                                                           | 北尾勝 高須美野子 | LETTER9 LETTER10  |
| LETTER08    | 柿原優子   | 京極尚彦                     | 河原龍太 京極尚彥      | 白井裕美子、谷野美穗、田口麻美 赤尾良太郎、石川慎亮、福田紀之 Yoo Seung he                 | 北尾勝 高須美野子 | LETTER11 LETTER12 |
| LETTER09    | 國澤真理子 | 川口敬一郎                   | 殿勝秀樹 Telecom演出部 | 石井由美子、濱中朋子 Kim Jongbeom、Kim Myeongsim                                           | 北尾勝 高須美野子 | LETTER13 LETTER14 |
| LETTER10    | 久尾步     | 佐野隆史                     | 矢野孝典               | 古賀誠、藤田麻里子、菊池聰延 代見裕美、岡野力也、粟井重紀 小川玖理周、服部一郎、濱中朋子   | 北尾勝 高須美野子 | LETTER15 LETTER16 |
| LETTER11    | 國澤真理子 | 松尾衡                       | 殿勝秀樹 山田卓        | Kim Myeongsim、高須美野子 田口麻美、濱中朋子、石井由美子                                   | 北尾勝            | LETTER17 LETTER18 |
| LETTER12    | 久尾步     | 松尾衡                       | 富澤信雄 球野貴裕      | 古賀誠、藤田麻里子、山田勝                                                                 | 不適用            | LETTER19 LETTER20 |
| LAST LETTER | 柿原優子   | 濱崎博嗣 佐野隆史 中山奈緒美 | 小山田桂子 矢野雄一郎  | 北尾勝、高須美野子、佐竹秀幸 谷野美穗、白井裕美子、結城信輝 合田真粧美                     | 不適用            | LETTER21 LETTER22 |

### 播放電視台
日本深夜動畫：下文記載的日本国内播放時間使用日本標準時間（UTC+9）表示。因為部分時間标识會採用30小时制，因此請留意这类超过24:00的时间，其實際播放時間為翌日清晨。
| 播放地區 | 播放電視台         | 播放日期               | 播放時間                  | 所屬聯播網 | 備註                     |
| -------- | ------------------ | ---------------------- | ------------------------- | ---------- | ------------------------ |
| 東京都   | TOKYO MX           | 2016年7月3日－9月25日  | 星期日 24時00分－24時30分 | 獨立局     |                          |
| 日本全國 | AT-X               | 2016年7月3日－9月25日  | 星期日 24時00分－24時30分 | 衛星電視   | 有重播                   |
| 日本全國 | BS11               | 2016年7月3日－9月25日  | 星期日 24時30分－25時00分 | 衛星電視   | ANIME+節目               |
| 日本全國 | Amazon Prime Video | 2016年7月3日－9月25日  | 星期日 24時30分更新       | 網絡電視   | 首集於7月3日24時00分上傳 |
| 愛知縣   | 愛知電視台         | 2016年7月3日－9月25日  | 星期日 25時05分－25時35分 | 東京電視網 |                          |
| 近畿地方 | 朝日放送           | 2016年7月6日－9月29日  | 星期三 26時14分－26時44分 | 朝日電視網 | 「週三動畫」第1部        |
| 長野縣   | 信州電視台         | 2016年7月14日－10月7日 | 星期四 26時14分－26時44分 | 日本電視網 | 作品場景及作者居住地點   |

### BD和DVD
| 集數 | 發售日期（預定） | 收錄話數       | 規格編號   | 規格編號   |
| 集數 | 發售日期（預定） | 收錄話數       | BD         | DVD        |
| ---- | ---------------- | -------------- | ---------- | ---------- |
| 1    | 2016年9月14日    | 第1話－第2話   | TBR-26201D | TDV-26211D |
| 2    | 2016年10月12日   | 第3話－第4話   | TBR-26202D | TDV-26212D |
| 3    | 2016年11月16日   | 第5話－第6話   | TBR-26203D | TDV-26213D |
| 4    | 2016年12月14日   | 第7話－第8話   | TBR-26204D | TDV-26214D |
| 5    | 2017年1月18日    | 第9話－第10話  | TBR-26205D | TDV-26215D |
| 6    | 2017年2月22日    | 第11話－第12話 | TBR-26206D | TDV-26216D |
| 7    | 2017年3月15日    | 第13話         | TBR-26207D | TDV-26217D |

### 廣播節目
《山下誠一郎・古川慎的兩人orange》2016年7月2日起毎週六於大阪放送播出，另於網路電台「Radital」播出。由山下誠一郎（飾 成瀬翔）與古川慎（飾 須和弘人）主持。

## 動畫電影
以須和為故事主述者，原作者全新創作的動畫電影版「orange -未來-」，2016年11月18日於日本全國兩週限定上映。
登場人物與配音員
- 高宮菜穗：花澤香菜
- 成瀬翔：山下誠一郎
- 須和弘人：古川慎
- 萩田朔：興津和幸
- 村坂梓：高森奈津美
- 茅野貴子：衣川里佳

### 製作團隊
- 原作：高野苺
- 導演：濱崎博嗣
- 系列導演：中山奈緒美
- 劇本統籌：柿原優子
- 人物設定：結城信輝
- 總作畫監督：北尾勝、高須美野子
- 美術監督：市倉敬
- 色彩設定：橋本賢
- 電腦繪圖監督：武田雅由
- 攝影監督：並木智
- 編審：笠原義宏
- 音響監督：長崎行男
- 音響效果：今野康之
- 錄音：森田祐一
- 音樂：堤博明
- 動畫製作：Telecom Animation Film
- 製作：TMS Entertainment
- 出品：東寶電影事業部

## 得獎獎項
| 年份   | 大獎                 | 獎項                             | 結果 |
| ------ | -------------------- | -------------------------------- | ---- |
| 2016年 | 第39回日本電影金像獎 | 新人演員獎（土屋太鳳、山崎賢人） | 獲獎 |

## 資料來源

### 書籍參考資料
1. ↑  . 双葉社.   [2014-12-19]. （原始内容存档于2014-12-18）.
2. ↑  . 双葉社.   [2014-12-19]. （原始内容存档于2014-12-19）.
3. ↑  . 双葉社.   [2014-12-19]. （原始内容存档于2014-12-18）.
4. ↑  . 双葉社.   [2015-02-21]. （原始内容存档于2015-02-22）.
5. ↑  . 双葉社.   [2015-11-12]. （原始内容存档于2015-11-18）.
6. ↑  . 双葉社.   [2017-05-31]. （原始内容存档于2017-06-22）.
7. ↑  . 双葉社.   [2017-05-31]. （原始内容存档于2017-06-05）.
8. ↑  . 双葉社.   [2015-07-20]. （原始内容存档于2015-07-25）.
9. ↑  . 双葉社.   [2015-11-23]. （原始内容存档于2015-10-02）.
10. ↑  . 双葉社.   [2016-03-21]. （原始内容存档于2016-03-15）.
11. ↑  . 双葉社.   [2015-11-23]. （原始内容存档于2015-11-18）.

## 外部連結
- 高野莓「Orange」專屬網站（页面存档备份，存于）（日語）
- 高野莓「Orange」漫畫情報的X（前Twitter）（日語）
- 電影「Orange」官方網站（日語）
- 電影「Orange」的X（前Twitter）（日語）
- 電視動畫「Orange」官方網站（页面存档备份，存于）（日語）
- 電視動畫「Orange」朝日放送網站（日語）（页面存档备份，存于）
- 電視動畫「Orange」官方網站的X（前Twitter）（日語）
- 動畫電影「orange -未來-」官方網站（日語）